# مظهر نزار
مظهر نزار مواليد 1958، الهند من رواد فن الجرافيك في اليمن، عاد إلى اليمن في منتصف الثمانينات متفرغا للفن. وشارك في كل المعارض التي أقيمت في اليمن وخارجها.من مؤسسين جماعة الفن الحديث. عضو مؤسس في جماعة الفن المعاصر (اتيليه صنعاء) في اليمن. لم يتوقف عن النشاط إلى الآن بحكم وضعه المادي المستقر وسفره الدائم خاصة إلى الهند ولإتقانه اللغة الإنجليزية والهندية. 

## عنه
حصل في 1985 على دبلوم في فن الجرافيك
من كلية الفنون الجميلة كالكتا الهند.عضو الرابطة الدولية للفنون aiap، عضو مؤسس في جماعة الفن الحديث. شارك في الكثير من الورش الفنية وحقق نجاحا في رسوماته السياحية.
مما كتب عنه:((يُعدّ مظهر نزار من أكثر التشكيليين اليمنيين اشتغالاً على الخصوصية الثقافية لبلاده وفق رؤية خاصة تمثله تجريديًّا وواقعيًّا..
ففي أعماله الواقعية تُمثل تجربته بالألوان المائية محطة مهمة من محطات تجربته في علاقتها باليمن؛ فجميع أعماله التي قدّمها بهذه التقنية جسدت -واقعيًّا – كثيرًا من معالم الجمال في اليمن مكانًا وإنسانًا، وتبرز صنعاء القديمة أبرز ثيمات هذه التجربة، حيث اشتغل مظهر على أبرز ملامح الخصوصية الثقافية والفنية في المدينة معمارًا ونقوشًا وأزياء وغيرها من التفاصيل التي أجاد الاشتغال عليها وفق تقنية برع فيها، متميزًا دون باقي الفنانين من جيله والأجيال)) 

## جوائز
- العديد من شهادات التقدير والجوائز.
- الجائزة الأولى في مسابقة لوحات الخيول العربية (2006) ، صنعاء اليمن.

## معارض
- 1987 معرض الفنون التشكيلية كاتانا إيطاليا.
- 1989 معرض الإبداع الفردي بمعهد كونيكليك_ امستردام.
- 1990 معرض الإبداع الفردي هيدلبرغ ألمانيا.
- 1992 معرض الفن التخطيطي الدولي العاشر. النرويج.
- 1995 معرض الفن المعاصر. السفارة الأمريكية صنعاء.
- 1996 عضو في الهيئة الإدارية للحلقة الثقافية الدولية اليمنية.
- 1997 معرض الفنون والنقاش الفني في المغرب.
- 2001 ورشة عمل فنية مع فنان أسترالي «جورج غيتوس» بالمركز الثقافي الفرنسي.
- 2014 المشاركة في ورشة ومعرض قطر العالمي.
- 2015 المشاركة في ورشة ومعرض قطر العالمي.
- 2016 المشاركة في بينالي هونغ كونغ
- 2017 المشاركة في معرض الأمل (اليونيسف) صنعاء.
- 2018 المشاركة في المعرض الهندي للفن المتألق.
- 2019 المشاركة في المعرض الهندي للفن المتألق.

- أقام أكثر من أربعة عشر معرضا فرديا.

## مشاركات
له الكثير من المشاركات منها:
- عضو في لجنة التحكيم لجائزة رئيس الجمهورية للفنون التشكيلية.
- 2002 ورشة فنية أسيوية. داكا، بنغلاديش.

شارك في هذه النشاط عدة مرات سنة 1995. و1999. و 2001.